# Sapignicourt

Sapignicourt este o comună în departamentul Marne, Franța. În 2009 avea o populație de 346 de locuitori.